# سنوا
إسنوا (Snowa) شركة إيرانية لإنتاج الأجهزة المنزلية. بدأت إسنوا عملها عام 2006 في مصنع بمساحة 25000 متر مربع، في قرية «مورتشة خورت» بمحافظة أصفهان، عبر إنتاج مختلف أنواع مواقد الغاز والمكيفات الصحراوية، وتعمل اليوم في مجال صناعة مواقد الطهي المدمجة (Built-In) والمدار، الشفاطات، الميكروويف، السنك، الأفران، ومواقد الغاز الكبيرة (Free Stand).

## أصل التسمية
كلمة إسنوا في الحقيقة هي الحروف الأولى من الاسم الأصلي للشركة باللغة الفارسية "أركان ساختار نوين إيرانيان نسخة محفوظة 21 فبراير 2017 على موقع واي باك مشين." أي «أركان الصناعة الإيرانية الحديثة»، هذه الشركة إحدى الشركات التابعة لمجموعة انتخاب.

## النشأة
بدأت إسنوا عملها عام 2006 في مصنع بمساحة 25000 متر مربع، في قرية «مورتشة خورت» بمحافظة أصفهان. تحتوي هذه الشركة على مختلف أنواع المكابس الضاربة والهيدروليكية 60 طن حتى 1000 طن، أجهزة آلية إلكترومغناطيسية للطلاء، أجهزة C.N.C للطي والتقطيع، وتكنولوجيا لحام البلازما لصفائح مواقد الغاز العلوية، والمعدات الاستهلاكية أثناء عمليات تركيب المنتج وفقاً للمعايير الوطنية والعالمية، ومن حيث حجم الإنتاج، يمكنها تقديم 1500 موقد غاز كبير، 1000 مكيف صحراوي، و 1500 منتج من منتجات مواقد الطهي المدمجة (Built-In) يومياً. تعرض منتجات هذا المصنع في أسواق إيران والشرق الأوسط. تمكنت إسنوا ولأول مرة في إيران والشرق الأوسط، من تمكين المشترين من طلب المنتجات المدمجة لهذه الشركة باللون الذي يرغبون به.

## الماركة
عام 2014، قررت مجموعة انتخاب تجديد ماركة إسنوا وأقامت حفلاً للتعريف بهذا التجديد وإزاحة الستار عن الشعار والهوية الجديدة لإسنوا. كان شعار إسنوا قبل ذلك أحمر اللون، لكن منذ عام 2014 حتى اليوم صار أزرقاً وأخضراً. كما أن هناك شخصيتين خياليتين ترافقان اللونين الأزرق والأخضر في هذا الشعار. تعاون في خطة تجديد ماركة إسنوا، الدكتور حسن نمك دوست ويونس شكر خواه و عبد الله غيوان.

## الشهادات
شهادة نظام الإدارة الموحدة IMS وتشمل الشهادات الدولية (ISO 9001:2008، ISO 14001:2004، OHSAS 18001:2007)
شهادة CE Marking عام 2011 بهدف تصدير مواقد الغاز إلى أوروبا.
شهادة B.V لتصدير مواقد الغاز إلى العراق والدول الأخرى في المنطقة.
جزء من 100 أفضل ماركة في إيران، خلال المهرجان الوطني لكبار الصناعات الإيرانية عام 2014
حيازة شعار وتمثال مهرجان "الماركات الأفضل المضلة لدى المستهلكين نسخة محفوظة 25 أبريل 2017 على موقع واي باك مشين." ضمن مجموعتي برادات الفريزر والتلفزيونات عام 2014